# The Tsuranga Conundrum
The Tsuranga Conundrum es el quinto episodio de la undécima temporada de la serie británica de ciencia ficción Doctor Who, emitido originalmente el 4 de noviembre de 2018 por BBC One. Fue escrito por el productor ejecutivo Chris Chibnall y dirigido por Jennifer Perrott.
En este episodio, la Decimotercer Doctor (Jodie Whittaker) junto a sus amigos humanos Yasmin Khan (Mandip Gill), Graham O'Brien (Bradley Walsh) y Ryan Sinclair (Tosin Cole) son llevados a bordo de un barco médico para recuperarse de lesiones que sufrieron recientemente, solo para encontrarse con una criatura alienígena peligrosa que amenaza la nave y a los transportados por ella. El episodio contó con las apariciones de Brett Goldstein, Lois Chimimba, Suzanne Packer, Ben Bailey-Smith, David Shields y Jack Shalloo. 
El episodio fue visto por 7,76 millones de espectadores y recibió críticas mixtas de los críticos.

## Sinopsis
Mientras hurgan en un planeta alienígena de chatarrería, la Decimotercer Doctor y sus compañeros Graham, Yasmin y Ryan están atrapados en la detonación de una mina sónica. Se despiertan a bordo del Tsuranga, un barco automatizado que viaja a una estación espacial médica. Al explorar la nave, la Doctor se encuentra con algunos de los pacientes que se transportan: Eve Cicero, una reconocida general y su hermano Durkas; el robot sintetizador de Eve, Ronan; y Yoss, un hombre embarazado. Después de obtener acceso a los sistemas de la nave, la Doctor, junto con la enfermera jefe Astos, notan que algo se dirige a la nave. Se dan cuenta de que es una entidad alienígena, que obtiene acceso a la nave y comienza a dañar sus cápsulas de escape. Astos queda atrapado en una que está inspeccionando, y muere cuando la cápsula es arrojada al espacio y explota.
Ayudado por Mabli, la colega de Astos, la Doctor descubre que la entidad es un Pting, una criatura que come material no orgánico y está clasificada como altamente peligrosa. Al enterarse de que la nave será detonada remotamente si la estación espacial detecta a la criatura a bordo, la Doctor trabaja para evitar que esto suceda. Mientras Yasmin y Ronan defienden la fuente de energía de la nave del Pting, Ryan y Graham se ofrecen para ayudar a Mabli con Yoss mientras entra en trabajo de parto. Mientras tanto, la Doctor, Eve y Durkas se centran en obtener el control manual de la nave. Durante este tiempo, la Doctor se entera de que Eve tiene una afección cardíaca crítica que podría matarla si interactúa con la nave. A pesar de esto, Eve se sacrifica para proteger a todos a bordo del barco manteniéndolo a salvo, antes de que Durkas asuma el control en su lugar.
De repente, la Doctor deduce que el Pting se sintió atraído por la nave en busca de fuentes de energía, su verdadera fuente de alimento. Con este conocimiento, regresa a la fuente de energía de la nave donde racionaliza que tiene una bomba a prueba de fallas incorporada. Al quitarlo, prepara el dispositivo y lo alimenta al Pting, dándole mucha energía antes de lanzarlo al espacio. Durkas lleva con seguridad a Tsuranga a la estación espacial, mientras que Ryan y Graham ayudan a Yoss a dar a luz con éxito. Antes de partir para recuperar su TARDIS con los demás, la Doctor se une a Mabli y a los pacientes para honrar la muerte de Eva por su coraje para protegerlos.

## Producción

### Desarrollo
La criatura Pting fue creada y nombrada por el escritor Tim Price, quien trabajó en la creación de los argumentos de los episodios al inicio de la temporada. Chibnall le dijo a Marcus Hearn de Doctor Who Magazine que al equipo le encantaba el "nombre brillante e inusual del extraterrestre".

### Casting
Después de la transmisión del episodio principal, The Woman Who Fell to Earth, se anunció que Brett Goldstein, Lois Chimimba y Ben Bailey-Smith estarían entre los varios actores invitados que aparecerían en la serie; donde interpretan a Astos, Mabli y Durkas Cicero respectivamente. The Tsuranga Conundrum también está protagonizada por Suzanne Packer como Eve Cicero, David Shields como Ronan y Jack Shalloo como Yoss Inkl.

### Filmación
Para ayudar a filmar el episodio, el personal de producción invitó a la directora australiana Jennifer Perrott a que supervisara la dirección de las escenas de The Tsuranga Conundrum.

## Difusión y recepción

### Calificaciones
The Tsuranga Conundrum fue visto por 6,12 millones de espectadores durante la noche, una participación del 29,5% de la audiencia total de televisión, lo que lo convierte en la segunda audiencia nocturna más alta y la sexta audiencia nocturba más alta de la semana en todos los canales. El episodio tuvo una puntuación del Índice de Apreciación del Público de 79.  Recibió un total oficial de 7,76 millones de espectadores en todos los canales del Reino Unido, por lo que fue el sexto programa más visto de la semana.

### Recepción crítica
El episodio fue recibido con críticas mixtas. Rotten Tomatoes le dio al episodio un índice de aprobación del 79%, basado en 24 críticos, y un puntaje promedio de 6,1/10, el consenso crítico indica:

Los verdaderos colores salen a la superficie en The Tsuranga Conundrum mientras el equipo aborda emociones difíciles, nueva confianza encontrada y un caos inminente.